# Lecythis brancoensis
Lecythis brancoensis là một loài thực vật linhin thuộc họ Lecythidaceae.
Loài này có ở Brasil và Guyana.